# Pseudorhizoecus proximus
Pseudorhizoecus proximus är en insektsart som beskrevs av Green 1933. Pseudorhizoecus proximus ingår i släktet Pseudorhizoecus och familjen ullsköldlöss. Inga underarter finns listade i Catalogue of Life.